# Résolution 1655 du Conseil de sécurité des Nations unies
Membres permanents
- Chine
- États-Unis
- France
- Royaume-Uni
- Russie

Membres non permanents
- Argentine
- Congo
- Danemark
- Ghana
- Grèce
- Japon
- Pérou
- Qatar
- Slovaquie
- Tanzanie

Résolution no 1654 Résolution no 1656
La résolution 1655 du Conseil de sécurité des Nations unies fut adoptée à l'unanimité le 31 janvier 2006. Après avoir rappelé les résolutions précédentes sur Israël et le Liban, notamment les résolutions 425 (de 1978), 426 (de 1978) et 1614 (de 2005), le Conseil a prorogé le mandat de la Force intérimaire des Nations unies au Liban (FINUL) pour six mois supplémentaires jusqu'au 31 juillet 2006.
Le Liban avait initialement demandé une prolongation de 12 mois jusqu'au 31 janvier 2007, mais les membres du Conseil ont par la suite accepté une prolongation de six mois seulement.

## Résolution

### Observations
Le Conseil de sécurité a rappelé le rapport du secrétaire général Kofi Annan selon lequel Israël avait retiré ses forces du Liban à compter du 16 juin 2000, conformément à la résolution 425. Il a souligné le caractère temporaire de l'opération de la FINUL et a appelé au respect de la ligne bleue qui était nécessaire pour confirmer le retrait d'Israël. Les tensions le long de la ligne bleue, notamment les hostilités lancées par le Hezbollah et les tirs de roquettes sur Israël depuis le Liban, ainsi que les violations de l’espace aérien libanais par Israël, ont suscité des inquiétudes.

### Contenu
Le gouvernement libanais a été appelé à faire davantage pour réaffirmer son autorité dans le sud Liban par le déploiement des forces libanaises, et la coopération avec la FINUL et le secrétaire général. Les parties ont été instamment priées d'assurer la pleine liberté de mouvement de la FINUL et d'assurer sa sécurité. Israël et le Liban ont été invités à honorer leurs engagements de respecter la ligne de retrait identifiée par les Nations unies et toutes les violations aériennes, maritimes et terrestres de la ligne ont été condamnées, en faisant référence aux actes commis du côté libanais.
La résolution a souligné les efforts de la FINUL pour surveiller les violations de la ligne de retrait et les efforts en matière de déminage. Le Conseil a rappelé la nécessité de fournir des cartes supplémentaires de l'emplacement des mines terrestres. Le secrétaire général a été prié de poursuivre les consultations avec le Gouvernement libanais et les pays fournisseurs de contingents concernant l’application de la résolution actuelle. Il lui a en outre demandé de rendre compte des activités de la FINUL et des tâches menées par l’Organisme des Nations unies chargé de la surveillance de la trêve (ONUST). Le mandat et la structure de la FINUL devaient être constamment réexaminés.
Enfin, le Conseil a conclu en soulignant l’importance d’une paix juste et durable au Moyen-Orient sur la base des résolutions pertinentes du Conseil de sécurité, notamment la 242 (de 1967) et la 338 (de 1973).